# Wolfhagen (Duitsland)
Wolfhagen is een plaats in de Duitse deelstaat Hessen, gelegen in de Landkreis Kassel. De stad telt 13.074 inwoners.

## Geografie
Wolfhagen heeft een oppervlakte van 111,95 km² en ligt in het centrum van Duitsland, iets ten westen van het geografisch middelpunt.

## Plaatsen in de gemeente Wolfhagen
Wolfhagen omvat de volgende dorpen:
- Bründersen
- Ippinghausen
- Istha